# Matlapa
Matlapa è una municipalità dello stato di San Luis Potosí, nel Messico centrale, il cui capoluogo è la omonima località.
Conta 30.299 abitanti (2010) e ha una estensione di 116,09 km².